# Rosovice
Rosovice är en ort i Tjeckien.   Den ligger i regionen Mellersta Böhmen, i den centrala delen av landet, 40 km sydväst om huvudstaden Prag. Rosovice ligger 434 meter över havet och antalet invånare är 725.
Terrängen runt Rosovice är platt åt sydost, men åt nordväst är den kuperad. Terrängen runt Rosovice sluttar österut.Runt Rosovice är det ganska tätbefolkat, med 54 invånare per kvadratkilometer. Närmaste större samhälle är Příbram, 10,2 km sydväst om Rosovice. I omgivningarna runt Rosovice växer i huvudsak blandskog.